# نوياوتينغ
نوياوتينغ (بالألمانية: Neuötting) هي بلدة ألمانية تقع في ألمانيا في آلتوتينغ.